# Thuiswinkel.org
Thuiswinkel.org is een Nederlandse belangenvereniging voor online ondernemers, gekend van het keurmerk Thuiswinkel Waarborg. Het doel van de organisatie is om het vertrouwen in kopen op afstand te vergroten en het (ver)kopen makkelijker te maken. Daarnaast behartigen ze de gemeenschappelijke belangen van het Nederlandse online bedrijfsleven op zowel nationaal als internationaal niveau.
Bij de vereniging zijn in 2022 meer dan 2000 webwinkels. Thuiswinkel.org vertegenwoordigt grote leden als bol.com, Wehkamp, ASR, Achmea en Coolblue en kleinere webwinkels. De leden realiseren samen ruim 75% van alle online consumentenbestedingen in Nederland. De leden kiezen ook het bestuur en beslissen mee in de dagelijkse leiding.
Naast aangesloten webwinkels, heeft Thuiswinkel.org ook meer dan 140 business partners. Dat zijn toeleveranciers van de e-commercesector en variërend van pakketbezorgers tot marketingbureaus, webwinkelbouwers en payment service providers.
Samen met een twintigtal andere nationale belangenverenigingen, maakt Thuiswinkel.org deel uit van Ecommerce Europe.

## Geschiedenis
De vereniging is in 2000 opgericht door 38 belanghebbende bedrijven en was het formele samengaan van twee bestaande verenigingen; de Nederlandse Postorderbond en de Online Winkeliersvereniging in oprichting. De beide organisaties besloten de krachten te bundelen en gezamenlijk verder te gaan als nieuwe belangenvereniging.

## Keurmerk
Thuiswinkel.org geeft het keurmerk Thuiswinkel Waarborg af. Dit keurmerk, dat een webwinkel alleen kan krijgen na het doorlopen van een certificering, staat voor veilig en betrouwbaar online kopen. Thuiswinkel Waarborg is het bekendste keurmerk van Nederland: onderzoek van Motivaction toont aan dat 92% van de Nederlandse consumenten het Thuiswinkel Waarborg logo herkent, en 76% van de ondervraagden die het keurmerk kennen geven aan dit als (zeer) betrouwbaar te ervaren.

## Andere activiteiten
Thuiswinkel.org helpt zijn leden met gratis juridisch advies, marktonderzoeken en door kennisuitwisseling via het door Thuiswinkel.org opgerichte ShoppingTomorrow-platform (voorheen Shopping2020). Via Thuiswinkel e-Academy helpen ze de medewerkers van de leden om betere vakmensen te worden.
Shopping Today is het jaarlijks terugkerende corporate event van Thuiswinkel.org.
Een ander initiatief van Thuiswinkel.org zijn de Shopping Awards (voorheen bekend onder de naam Nationale Thuiswinkel Awards) die vanaf 2002 georganiseerd en gefinancierd zijn door de Stichting Nationale Thuiswinkel Awards.
De Stichting Shopping Awards reikt jaarlijks verschillende vak- en publieksprijzen uit aan de beste (web)winkelbedrijven van Nederland. Met de uitreiking van de Shopping Awards beoogt de stichting een positieve bijdrage te leveren aan e-commerce - het verkopen van producten en/of diensten online aan consumenten, thuis, op het werk, onderweg, in de winkelstraat of online in de winkel. Op dinsdag 7 juni 2022 werden de Shopping Awards voor de 20e keer uitgereikt in Huis ter Duin.
| Jaar | Winnaar Beste Webwinkel       |
| ---- | ----------------------------- |
| 2022 | Kaartje2go                    |
| 2021 | fonQ                          |
| 2020 | Greetz                        |
| 2019 | 123inkt.nl                    |
| 2018 | Bol.com                       |
| 2017 | Coolblue                      |
| 2016 | Bol.com                       |
| 2015 | Coolblue                      |
| 2014 | Bol.com                       |
| 2013 | Coolblue                      |
| 2012 | Coolblue                      |
| 2011 | Bol.com                       |
| 2010 | XL: 123inkt.nl XS: Mediaoffer |
| 2009 | XL: bol.com XS: Label54       |
| 2008 | XL: bol.com XS: ToolsXL       |